# Liggend meisje in het gras
Liggend meisje in het gras  (Duits: Im Gras liegendes Mädchen, originele Franse titel: Le repos, paysanne couchée dans l'herbe, Pontoise) is een schilderij van Camille Pissarro. Hij schilderde het in 1882 in Pontoise. Sinds 1967 maakt het werk deel uit van de collectie van de Kunsthalle Bremen.

## Voorstelling
In de tijd dat de landbouw nog niet gemechaniseerd was, werden weilanden met de hand gemaaid met een zeis, wat een inspannende klus was. Na het maaien werd het gras gelijkmatig verdeeld met een houten hark, zodat het beter droogde. Op het schilderij is een jonge boerin afgebeeld die net klaar lijkt te zijn met dit werk. Ze ligt languit in een weiland, met de hark bij haar rechterhand. Het meisje heeft haar hoofddoek over haar voorhoofd naar voren getrokken om haar ogen te beschermen tegen de middagzon. Ze ligt volkomen ontspannen, met de ogen lichtjes gesloten. Niets verstoort deze vredige middagstilte, op het schilderij zijn geen andere mensen of dieren te zien.  
Gedurende een groot deel van zijn carrière richtte Pissarro zich vrijwel uitsluitend op het schilderen van landschappen. In de periode waaruit Liggend meisje in het gras stamt, begon hij werken te maken waarin mensen de hoofdrol speelden. Hij beeldde zijn landarbeiders af in eenvoudige, ouderwetse kleding, zonder erotische implicaties, in tegenstelling tot de pastorale schilderkunst uit de achttiende eeuw. De schilder huurde een jonge vrouw in om model voor hem te staan. In zijn atelier werkte hij het schilderij verder uit. Het lichaam van de boerin vormt een diagonaal door het beeld. Op de achtergrond loopt een horizontaal pad voor een huis langs. Deze achtergrond in vlakken en het hoge perspectief wijzen op de invloed van de Japanse kunst. De zelfstandige en gelukkige uitstraling van het meisje stond volledig in contrast met de destijds gangbare opvatting over hoe het eenvoudige plattelandsleven eruit zou zien.

## Herkomst
- 30 mei 1882: de galerie Durand-Ruel, Parijs verwerft het schilderij rechtstreeks van Pissarro;
- 13 februari 1899: galerie Bernheim-Jeune;
- Léon Morot;
- 1929: kunsthandel Wisselingh in Amsterdam;
- 1935: tijdelijk in bezit van MH Stevenson Southam in Ottawa;
- 1938: terug naar kunsthandel Wisselingh;
- 1940: komt in bezit van Jaap en Ellen van den Bergh, Amsterdam;
- 1943 of later: komt in bezit van van Hugo Oelze;
- 10 april 1967: nagelaten aan de Kunsthalle Bremen.

Nadat de nazi's in 1933 aan de macht kwamen, werden veel eigenaren van waardevolle kunst, waarvan de meeste joods waren, gedwongen hun bezittingen te verkopen tegen een prijs die ver onder de waarde lag. De advocaat Hugo Oelze, uit een familie van Bremer kooplieden, was een van die burgers die hiervan profiteerden en die tussen 1933 en 1945 tegen lage prijzen schilderijen konden kopen voor hun eigen kunstcollectie. Hij had zich in de jaren twintig in Amsterdam gevestigd en hielp later de nazi's door daar in beslag genomen kunstwerken te taxeren. Hij schonk een aantal van zijn schilderijen aan de Kunsthalle. Liggend meisje in het gras kwam in zijn bezit nadat het Joodse echtpaar Van den Bergh het schilderij in 1943 moest verkopen om de onderduik van het gezin te bekostigen. Pas in 2016 werd duidelijk wat de herkomst van het schilderij in Bremen was en werd een regeling getroffen met de erfgenamen. Onderdeel van de afspraak was de publicatie van een boek over de geschiedenis van de familie Van den Bergh en de zoektocht naar het schilderij.